# Franz Joseph Melchior Zen Ruffinen
Franz Joseph Melchior Zen Ruffinen (* 7. Januar 1729 in Leuk; † 14. Juni 1790 in Sitten) war ein Schweizer römisch-katholischer Geistlicher und Bischof von Sitten.

## Leben
Er war der Sohn von Johann Franz Zen Ruffinen, Landvogt von Saint-Maurice, Meier und Bannerherr von Leuk, und der Anna Katharina Allet. Er studierte Theologie und kanonisches Recht in Wien, wo er am 18. März 1752 das Sakrament der Priesterweihe empfing. Zen Ruffinen wurde 1753 residierender Domherr des Domkapitels von Sitten, ab 1754 war er Verwalter der Jahrzeiten, 1758 bis 1760 Vitztum von Pinsec und 1767 bis 1768 von Vex. Von 1760 bis 1774 war er Kantor, von 1764 bis 1780 Generalvikar und Offizial des Bistums Sitten. Zugleich war er von 1774 bis 1780 Domdekan von Sitten.
Am 26. Mai 1780 erfolgte seine Wahl durch Domkapitel und Landrat zum Bischof von Sitten, die am 18. September desselben Jahres durch Papst Pius VI. bestätigt wurde. Die Bischofsweihe spendete ihm der Bischof von Genf Jean-Pierre Biord am 12. November 1780; Weiheassistent war der Abt von Saint-Maurice Georges Jean Schiner CRA.

## Wirken
Zwischen 1783 und 1786 unternahm Franz Joseph Melchior Zen Ruffinen mehrere Visitationsreisen im Bistum Sitten. In seiner Amtszeit ereignete sich 1788 der Stadtbrand von Sitten, durch den die bischöflichen Schlösser Majoria und Tourbillon sowie das bischöfliche Archiv zerstört wurden.